# Jernej Kruder

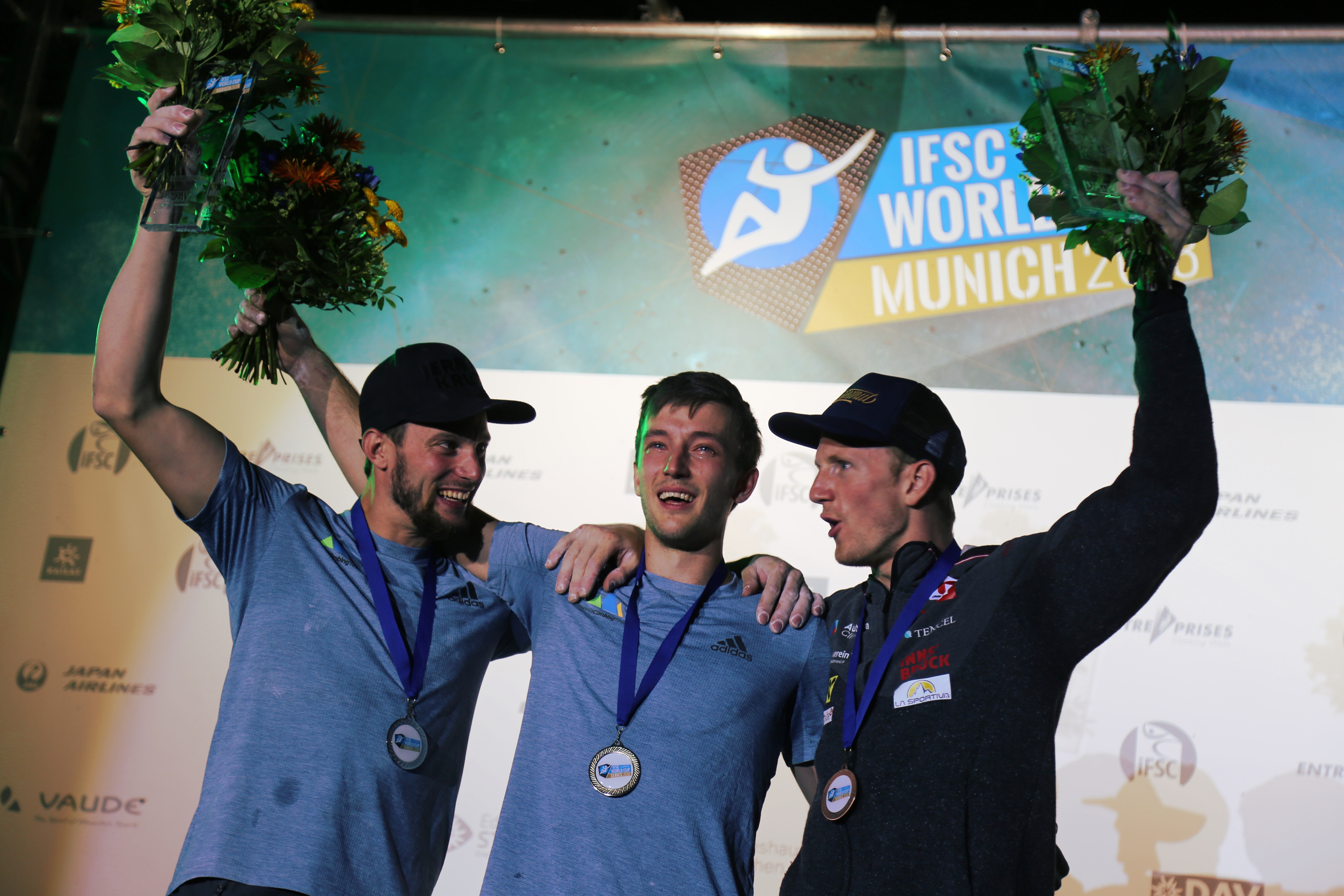
PŚ 2018 Monachium. Podium stoją od lewej; Jernej Kruder SLO (2 m.), Gregor Vezonik SLO (1 m.) oraz Jakob Schubert AUT (3 m.)

Jernej Kruder (ur. 12 grudnia 1990 w Celje) – słoweński wspinacz sportowy. Specjalizuje się w boulderingu, prowadzeniu oraz we wspinaczce łącznej. Wicemistrz świata we wspinaczce sportowej w boulderingu z 2014 roku.

## Kariera
W zawodach wspinaczkowych, które odbyły się na mistrzostwach świata w 2014 w Monachium wywalczył srebrny medal w konkurencji boulderingu, w finale przegrał ze słynnym Czechem Adamem Ondrą.
W 2019 w japońskim Hachiōji wywalczył 10. miejsce na mistrzostwach świata w boulderingu, a zajęcie 16. miejsca w klasyfikacji generalnej wspinaczki łącznej nie zapewniło mu bezpośrednich kwalifikacji na igrzyska olimpijskie w Tokio we wspinaczce sportowej.
W Tuluzie na światowych kwalifikacjach do igrzysk olimpijskich zajął dziewiętnaste miejsce, które również nie zapewniało mu awansu na IO 2020.
Wielokrotny uczestnik festiwalu wspinaczkowego Rock Master, który corocznie odbywa się na słynnych ścianach wspinaczkowych w Arco, gdzie był zapraszany przez organizatora zawodów. Dwukrotny medalista tych zawodów wspinaczkowych w 2014 (złoty) oraz w 2018 (brązowy).

## Osiągnięcia

### Mistrzostwa świata
| Konkurencje        | 2009 | 2011 | 2012 | 2014 | 2016 | 2018 | 2019 |
| Bouldering         | 27   | 25   | 31   | 2    | 11   | 8    | 10   |
| Prowadzenie        | —    | —    | —    | —    | –    | 35   | 28   |
| Wspinaczka na czas | 31   | —    | —    | —    | —    | 64   | 50   |
| Wspinaczka łączna  | –    | —    | —    | —    | —    | 12   | 16   |

### Mistrzostwa Europy
| Konkurencje        | 2010 | 2013 | 2015  | 2017 |
| Bouldering         | 4    | 31   | 21-22 | 4    |
| Prowadzenie        | 38   | —    | —     | 27   |
| Wspinaczka na czas | 31   | —    | —     | 34   |

### Rock Master
| Konkurencje | 2010 | 2014 | 2016 | 2017 | 2018 |
| Bouldering  | 16   | 1    | 5    | 7    | 3    |
| Prowadzenie | 38   | —    | —    | 50   | —    |